# 驼峰航线
1941年12月8日，太平洋戰爭爆發後，美國參與對日本的作戰。中国抗日战争进入1942年5月，日军切断滇缅公路这条战时中国最后一条陆上聯外交通线后，中美两国被迫在印度东北部的阿萨姆邦和中国云南昆明之间开辟了一条转运战略物资的空中通道，这条空中通道就叫驼峰航线。

## 得名原因
航线飞越被视为空中禁区的喜马拉雅山脉，因受山峰高度及彼时螺旋桨飞机性能限制，飞机只能紧贴山峰飞行，因而飞行轨迹高低起伏状似驼峰，所以得此名。而英文被命名為「The Hump」。

## 滇缅公路的困境
起初，滇缅公路被用来运送軍事物資，汽油和其他货物。1940年7月10日，英國首相丘吉尔的战时内阁正式做出决定关闭滇缅公路。1940年7月17日在美国默许下（当时英国主要靠美国《租借法案》支撑对德战争），英国与日本签订了《英日关于封闭滇缅公路的协定》及秘密备忘录。在1942年5月，日本占领缅甸切断滇缅公路。由於歐洲優先戰略，美軍並不希望在亞洲分配過多兵力；但為了保持重慶國民政府繼續戰爭的動能，使日軍繼續被牽制一定數量在中國戰場，美國與同盟國層峰同意實施執行持續性的空中補給維持國民政府物資供應。這個方案目前可知最早提出者為宋子文在1942年1月推動印度至中國的空中貨運業務，他認為如果有100架C-47運輸機專責本地運輸，可以在每個月運輸1萬2千噸的貨物。
1942年2月25日，富兰克林·罗斯福總統致信美国陆军参谋长乔治·马歇尔，強調「保持中國動線的開放是急要任務」，並允諾盡快引據租借法案提供10架C-53，使中國航空操作機隊提升到25架。3月，美國第十航空隊在新德里成立，由劉易斯·H·布里爾頓將軍指揮；第十航空隊的首要任務便是規劃一條自印度至中國的專用航線。4月，美国陆军航空队一个新的航空运输司令部（通称 India-China Ferry「印华空运」）成立，首任指挥官为Caleb V. Haynes上校，组织空运和提供后勤支持。大多数人员和设备来自美国陆军航空队，也有英国和印度的英联邦部队，缅甸劳工，和中国航空空运科。
1942年5月8日，日軍攻佔密支那；为了保持国民政府的物资供应，美国和其他盟国领导人同意进行一个持续的空中补给工作，由美国陆军航空队负责。

## 空运行动
在第十航空隊成立後，美軍設計了一條未經官方下令，但成為慣例的兩階段運輸線，這條運輸線穿越印度、缅甸和中華民國，自1942年7月開始運作。援華貨物由加爾各答港卸貨，由东北印度铁路公司營運的鐵路運輸到阿薩姆邦一系列機場，再從阿薩姆邦的機場將貨物裝運到飛機上，運輸機飛抵中國云南和四川的空軍基地。按原始規劃，航線應該穿越緬甸北部在密支那與八莫降落卸貨，自滇緬公路北段運輸到中國內陸，但密支那淪陷後導致航線得拉長到雲南昆明，並得穿越一系列山脊才可抵達目的地。在该航线开通后，即成为中国战场国际援助的“生命之路”。蒋介石认为为了保证他的野战师和拥有500架飞机的空军的正常运作，每月至少需要7,500吨的物资，当然在驼峰航线的初期几个月中，这个想法是难以达到的。

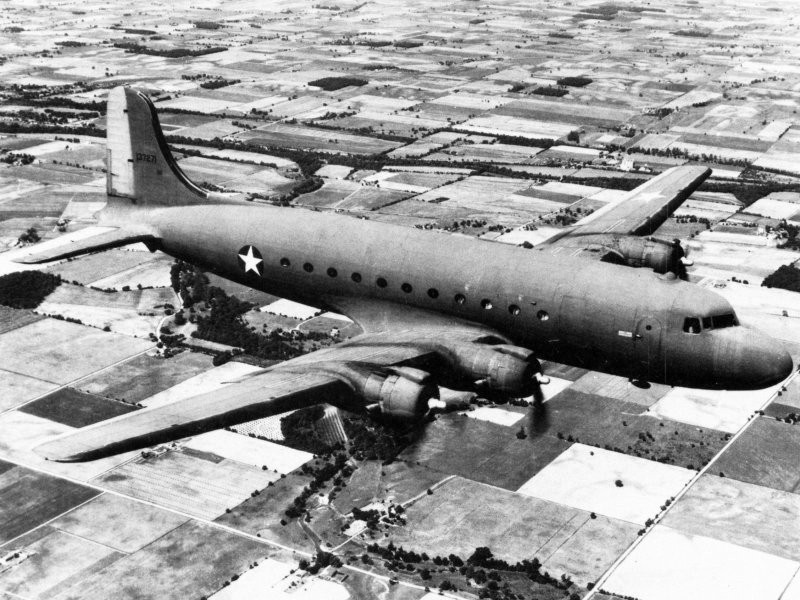
C-54「空中霸王」

一个关键的问题是寻找合适的货物运输飞机。最初的驼峰空运是由是道格拉斯DC-2、C-47运输机、道格拉斯DC-3、C-53运输机，和一种经改装的的C-47运输机完成。然而，这些飞机的有效载荷并不适合高负载的高空作业，且不能达到一定高度以飞越山区地形，这使得飞机不得不通过非常危险的迷宫般的喜马拉雅山隘航行。
1942年12月C-87 Liberator Express和C-109燃油专用运输机的抵达提高了运输吨位，其较强的高空飞行能力使其能够直接飞越比较低的山峰（15,000－16,000英尺），无须穿行危险的山隘。但此种飞机的事故率较高且不适用于当时所用的机场。尽管C-87有4个引擎，但载重高时爬升性能差，经常在起飞时因引擎熄火而坠毁，同时在山峰上空即使遭遇较轻的结冰状况也容易回旋而失去控制。C-109是从现存的B-24轰炸机改装而来的燃油专用运输机，所有武装弹药均被拆卸，机身内安装有8个油罐，能够装载2,900加仑高辛烷值航空汽油。生产的218架C-109中有很多被送往中缅印战区。但由于其满载时在超过海拔6,000英尺的机场降落十分困难，并且飞行不稳定，C-109也和C-87一样不受飞行员喜爱。满载的C-109若摔机着陆，不可避免会发生爆炸，使机组人员丧生。

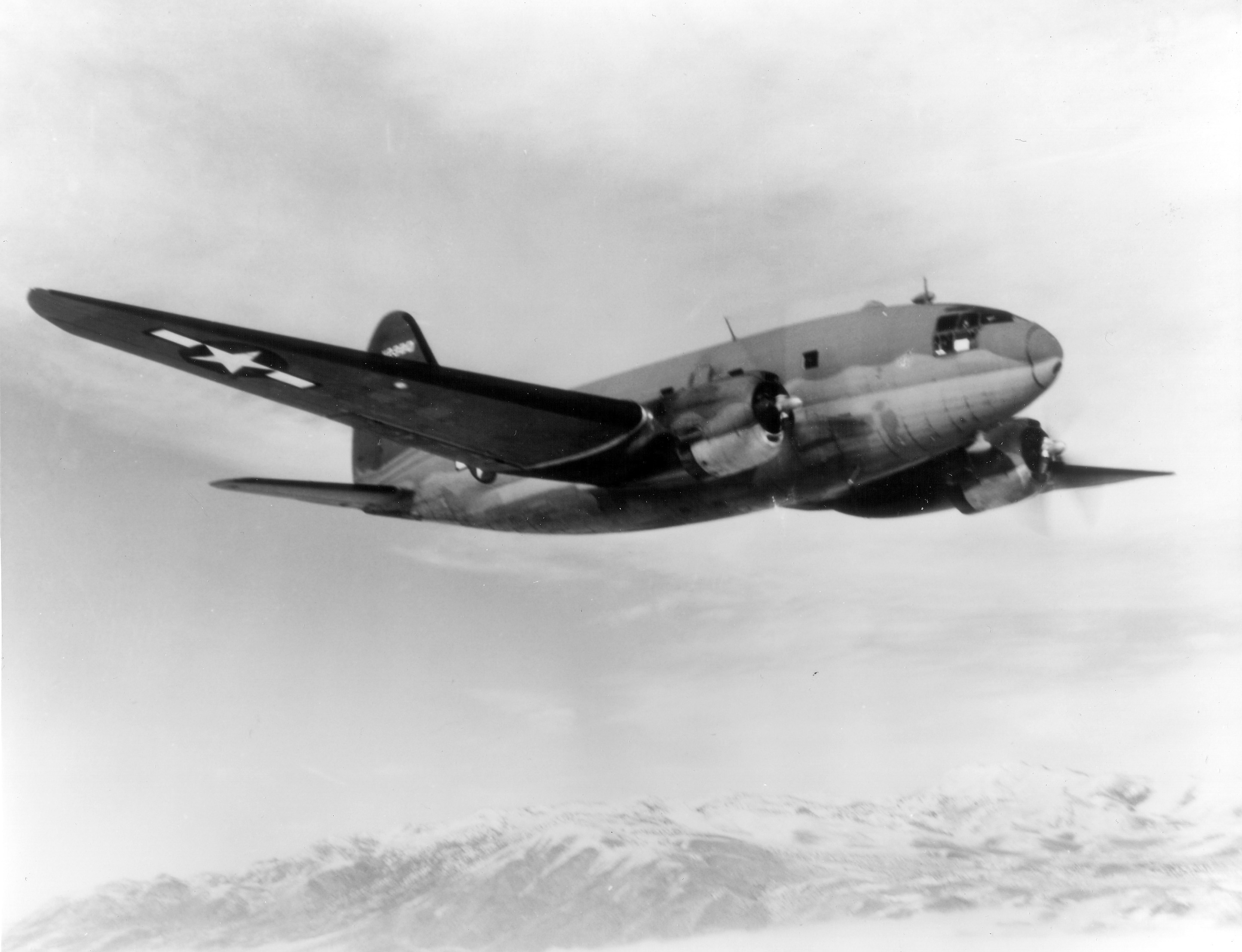
美軍的寇蒂斯C-46運輸機

「寇蒂斯」C-46 Commando于1943年4月起开始执行驼峰航线飞行。C-46是一种比以往任何一种双发运输机飞得都快都高的涡轮增压双引擎飞机，且载荷也比C-47及C-87高。 装备C-46之后，航线的空运吨数明显提高，于1943年12月达到12,594吨。运量在1944-45年间继续攀升，于1945年7月达到历史最高值。
飞越驼峰对于盟军飞行人员而言是近乎自杀式的航程。航线跨越喜马拉雅山脉，穿行于缅甸北部与中国西部之间的崇山峻岭之间，频繁遭遇强紊流，强风，结冰，设备老化。从一开始，任务就受困于缺乏资源和有经验的人员。在行动最初的几个月裡，没有经验的补给军官会下令将飞机装至“填满”而不顾载重上限。合适的导航设备与无线电信标以及受过训练人员的匮乏（一直没有足够的导航员来配置到每个机组）持续影响了空运行动。虽然空运指挥部（ATC）内有一些有经验的民航以及军用运输机飞行员，但其他人大都是刚受过飞行训练，飞行时间很短，对在恶劣条件下驾驶多引擎运输机几乎没有经验。中国飞行员尽管操纵过若干种类的飞机，但并不擅长于依靠仪表飞行，对空运使用的大型美制运输机也不熟悉。但是中国和美国飞行员还是坚持驾驶重载的飞机在往成都、昆明和其他城市的往返航线上日夜飞行。运输机时刻不停地从印度北部的13个机场起飞，在约800公里外的6个中国机场之一降落。有些疲劳不堪的机组成员一天可飞到三次往返之多。机械师在露天维修飞机，在频繁的暴雨中用油布遮盖引擎。机械师与备用零件也始终不足，维护与发动机修理时常被拖延。很多超载的飞机在起飞时由于引擎问题或遇到其他机械故障而坠毁。ATC飞行员与作家Ernest K. Gann回忆他曾在印度的Chabua机场一天内目睹四次坠机事故 —— ２架C-47、２架C87，３名飞行人员遇难。由于地区的偏远以及中缅印战区较低的优先级，飞行必须的零件和补给供应十分紧张，飞行人员经常被派往喜马拉雅山麓捡回飞机残骸上的零件以维修编队内剩余的飞机。这些悲剧性的坠机的一个副产品是当地出现了大量的由飞机残骸铝片做成的器具。
除了糟糕的天气和机械故障，手无寸铁的护送运输飞机在驼峰偶尔遭到日军战斗机在干旱（冬）季的袭击。有一次，当驾驶C-46执行任务时，Wally A. Gayda上尉遭遇日军飞机，在絕望中反击中岛战斗机，以勃朗宁自动步枪向战斗机乘员组舱窗射击，最终杀死日本飞行员。 在驼峰死亡人数总计超过1,500人。有时，每月飞机损失总额占所有飞机的50％，但仍在沿途服务。
中國飛行員为驼峰航线做出巨大貢獻。在1942至1945年中国收到来自美国的运输机恰好是100架：77架C-47运输机和23架C-46 Commandos。据一些消息，从1942年5月至1945年9月，共有650,000吨运通过驼峰，其中中方飞行员占75,000吨（约12％），还有33,400名乘客通过驼峰。
1944年5月，一个重要的发展是占领了缅北的密支那机场，这一任务由中国远征军和麦瑞尔突击队完成，即著名的密支那大捷。这使日本丧失了他们对盟军驼峰航线巡逻飞机的主要机场。机场本身也成为困难情况下一个重要而紧急的盟军飞机降落点，即使战斗直到1944年8月仍在密支那附近的县城进行。

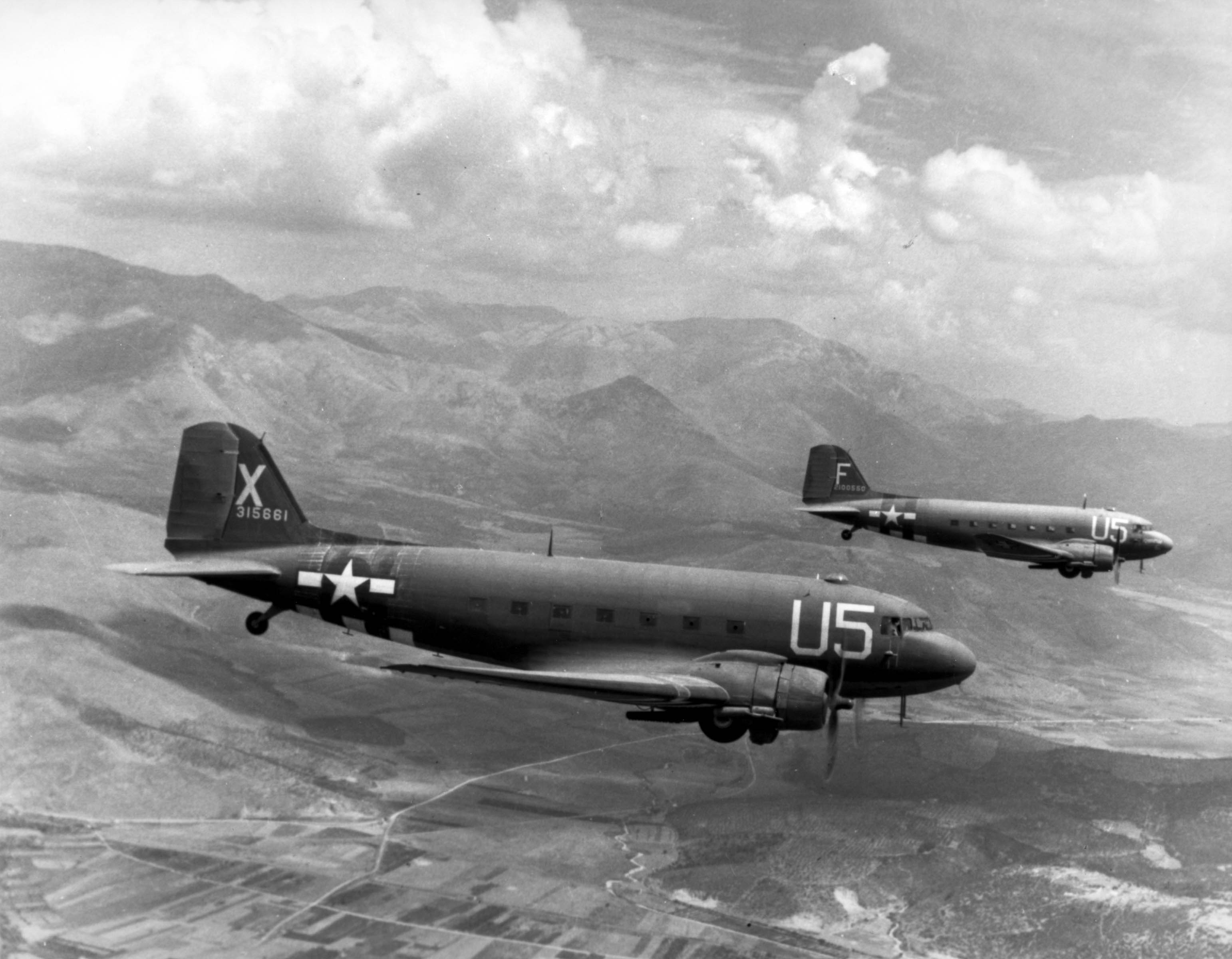
兩架美軍第12傘兵的C-47運輸機

在1944年，美军经驼峰航线运送物资，支援B-29超级堡垒轰炸机从中国基地轰炸日本。到这个时候，C-54「空中霸王」四引擎运输机的到达大大提高了空运的吨位水平。 这种C-54载货量是C-47的5倍，以及C-46的2倍，取代了后两型运输机。C-54 从密支那机场运作，以便经更直接的航线到达中国。1944年10月上任的印华空运指挥官William H. Tunner增加了C-54的数目，并使用中缅印战区的战斗机中队来护送，以防日本飞机的拦截。

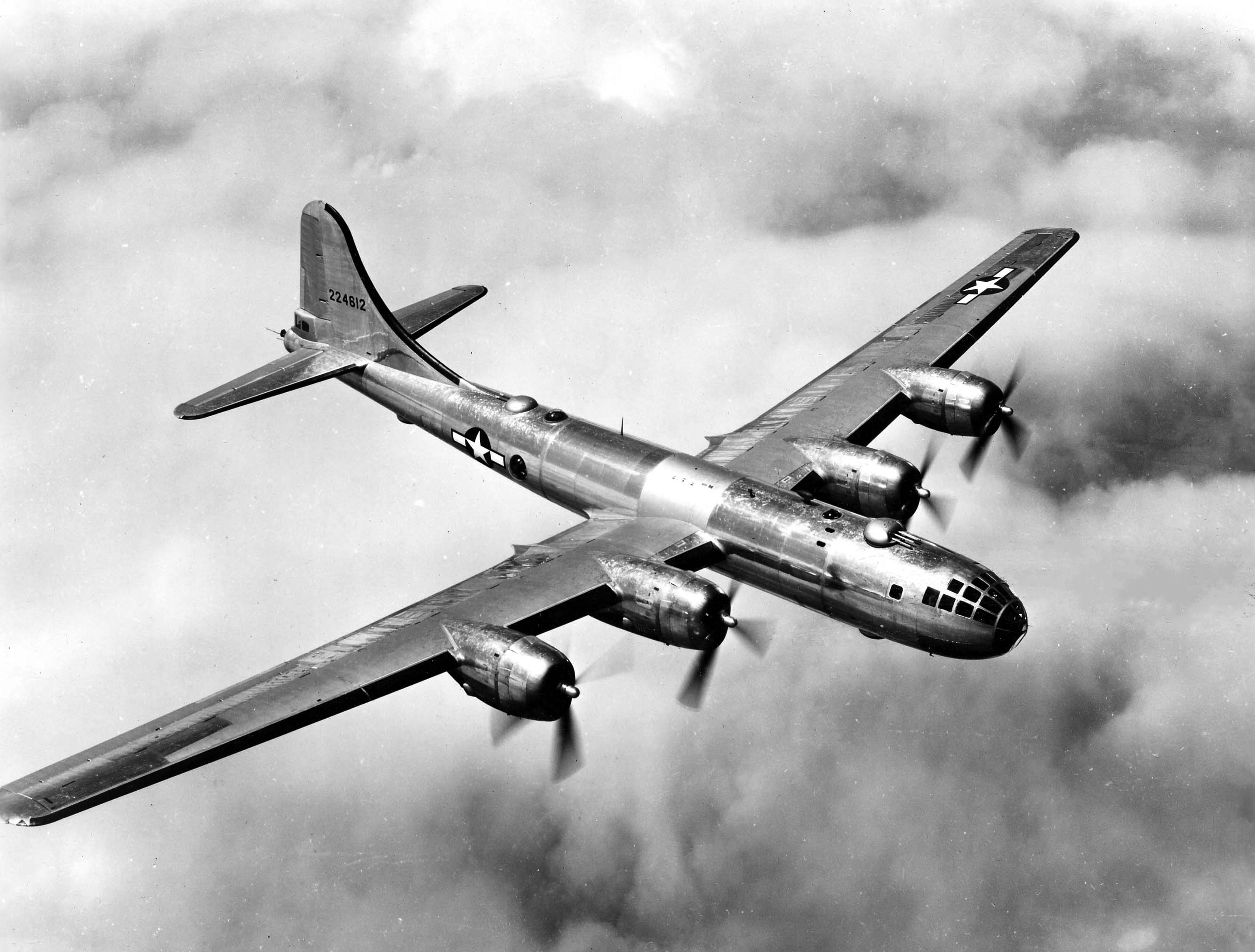
美國空軍B-29超級堡壘轟炸機

驼峰航线这一空中桥梁的空运行动一直持续到战争结束。尽管在1945年1月开放中印公路后其重要性有所下降，但截止收复仰光时，空运的总吨位（65万吨）仍比在雷多公路（14.7万吨）多得多，最后总记飞行时间约共计150万小时。驼峰运送行动是世界上规模最大，时间最长的空中战略桥梁，只有1949年柏林封锁时的空运行动在空运货物量上超过了它。

## 飞行情况
这是世界航空史和军事史上的最为艰险的一条运输线。长约800公里。驼峰飞行也是二战中持续时间最长的大规模空中运输，因恶劣的地形和气候条件，又被称为「死亡航线」。这条航线经过的地区都是海拔4,500－5,500米左右的高峰，最高海拔在7,000米以上。由於當年的飛機設施落後，機上沒有加壓裝置，飛機在異常高空飛行，機員需要有極大的耐力。當時中國航空公司的華人機長陳文寬，及國泰航空創辦人之一的Roy C. Farrell亦有駕駛過駝峰航線。

## 功绩与损失
据美国官方统计，美国空军在1942年4月到1945年8月的援华空运中，为中国空运各类战争物资65万吨。美国空军在驼峰航线上共有超过500架飞机坠毁（包括C-46及C-47），468个美国和46个中国机组牺牲，共计超过1,500人。

## 「铝谷」
「在天气晴朗时，我们完全可以沿着战友坠机碎片的反光飞行，我们给这条洒满战友飞机残骸的山谷取了个金属般冰冷的名字，『铝谷』。」这是昆明驼峰航线纪念碑下的纪念橱窗中的一段文字，落款是一位驼峰老飞行员。

## 图书
2010年，中国大陆作家刘小童在采集资料采访中国航空公司当时参加驼峰航线的现存员工之后，编写了《驼峰航线》一书。

## 另見
- 飛虎隊